# Rudolf Schuster von Bonnott

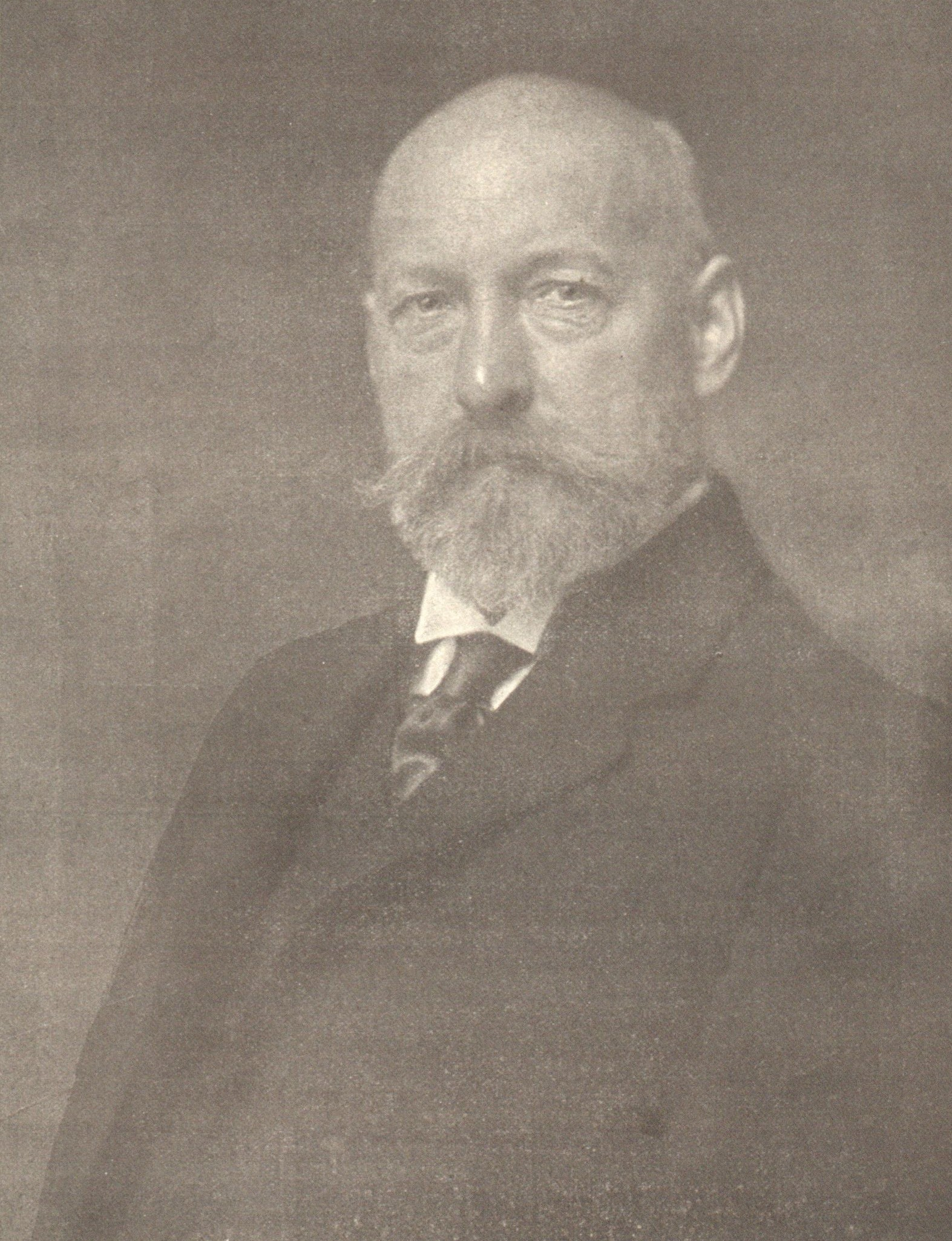
Rudolf Schuster von Bonnott 1908

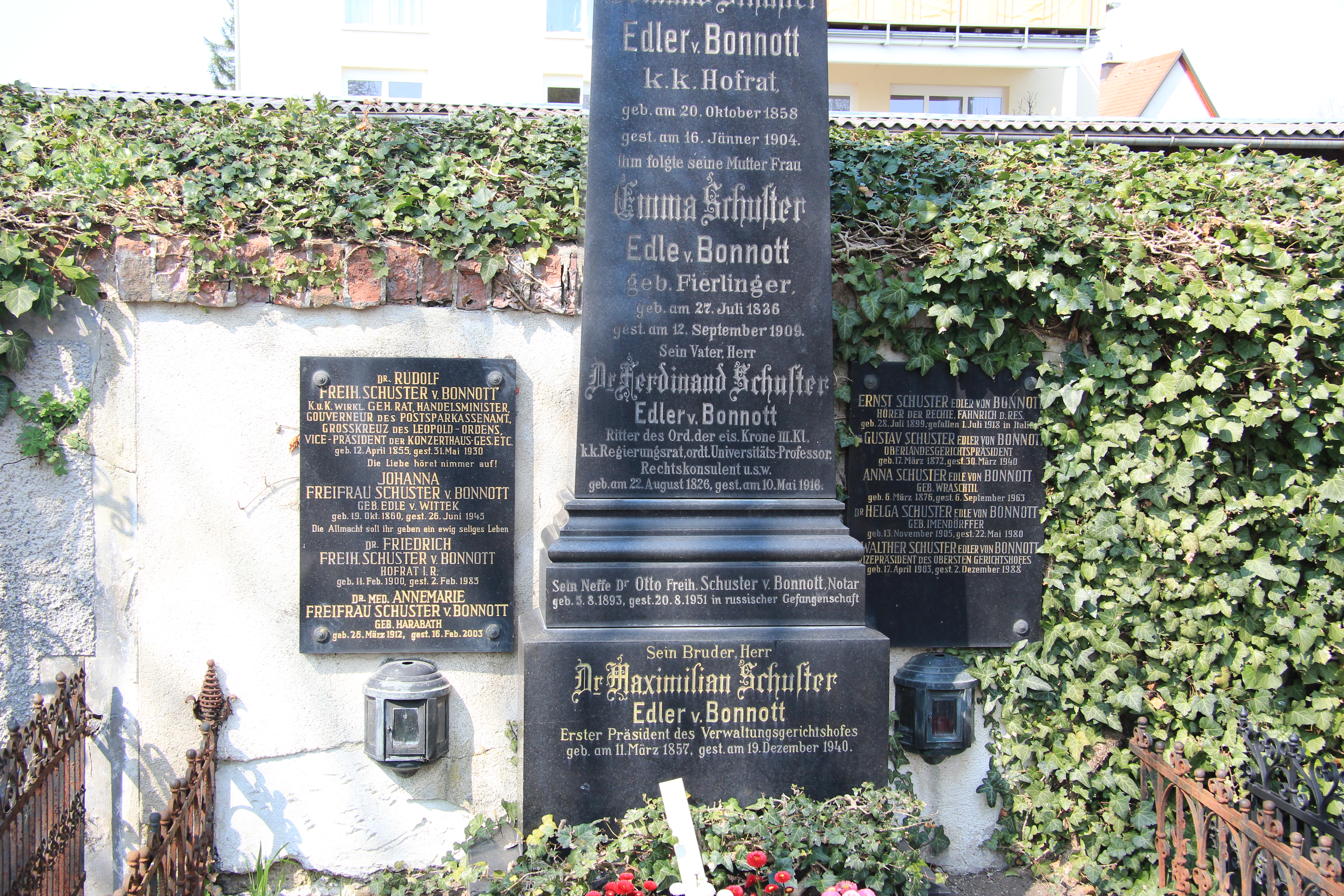
Grabmal am Perchtoldsdorfer Friedhof

Rudolf Freiherr Schuster von Bonnott (* 12. April 1855 in Pest, Ungarn; † 31. Mai 1930 in Wien) war ein ungarisch-österreichischer Beamter, Bankier und Politiker.

## Leben
Rudolf Schuster von Bonnott war der Sohn des ungarischen Hochschullehrers Ferdinand Schuster von Bonnott. Schuster besuchte das Schottengymnasium in Wien und studierte anschließend Jus an der Universität Wien.
Im Jahr 1877 begann er im Staatsdienst als Konzipient bei der Finanzprokuratur und war 1882 Abteilungsleiter im Handelsministerium für die Abteilung für administrative Rechtsangelegenheiten. Juristischer Vertreter des Handelsministeriums war er auch am Patentgerichtshofes. Als Regierungsrat, der er im Jahr 1900 wurde, übernahm er 1901 die Leitung der administrativen Abteilung für Wasserstraßenbau und organisierte die Wasserstraßenbaudirektion. In dieser Funktion war er auch beispielsweise für die Planung des Donau-Oder-Kanals verantwortlich.
Im Jahr 1903 wurde er Sektionschef. 1905 wechselte er in die Postsparkasse, wo er Direktor wurde. 1910 erhielt er als erster den Titel Gouverneur. Die Postsparkasse erlangte unter ihm international einen hohen Ruf, auch im Inland entwickelte sich diese zum Mittelpunkt des staatlichen Geldverkehrs. Im ersten Jahr seiner Amtszeit nahm die Zahl der Einleger um über 100.000 und die Zahl der Konten um über 5.500 zu. 1911 wurde ihm der Titel Geheimer Rat verliehen.
Im Jahr 1912 wechselte Schuster als Handelsminister in das Kabinett Stürgkh. In dieser Funktion war er aber nur kurz, bevor er im Jahr 1915 in die Postsparkasse zurückkehrte. Beim Verlassen des Ministerpostens wurde er in den Freiherrenstand erhoben. In der PSK demissionierte er im Jahr 1926, als diese vom Postsparkassenskandal überschattet war.
Nicht nur als Jurist war Schuster anerkannt, auch in der Kunst war Schuster umtriebig. So gehörte er zu den Gründungsmitglied der Wiener Konzerthausgesellschaft im Jahr 1908.
Verheiratet war Schuster von Bonnott mit der Malerin Johanna von Wittek, einer Schwester von Heinrich von Wittek. Seine Brüder waren der Jurist Maximilian und Gustav.
Begraben ist er am Perchtoldsdorfer Friedhof.